# Tretje življenje
Tretje življenje je slovenska futuristična TV drama iz leta 1980, posneta po zgodbi Vida Pečjaka. 
Zgodba se dogaja leta 2020. Helena in Jasmina sta žrtvi prometne nesreče. Prva ima uničeno telo, druga pa možgane. Na ljubljanskem kliničnem centru ju s skrivno operacijo skombinirajo v telesno zdravo žensko, ki pa ima težave z identiteto. Helena velja za mrtvo darovalko, vendar ne želi postati druga oseba. Problem pod vprašaj postavi premeteni novinar.

## Kritike
Jože Snoj je o efektih zapisal, da včasih delujejo kot mašila in šablone, spet drugič pa se jim morda pomilovalno nasmehneš. Kljub temu je filmu priznal, da se je iz provincialne smešnosti izvlekel s samoironijo. Opazil je namreč, da se ustvarjalci v sklepnih intervjujih z udeleženci in razsojevalci medicinske afere krepko pošalijo iz sedanjosti.

## Zasedba
- Jožica Avbelj

## Ekipa
- glasba: Urban Koder
- scenografija: Seta Mušič
- kostumografija: Marija Kobi